# Bilboquet
Pour les articles homonymes, voir Bilboquet (homonymie).

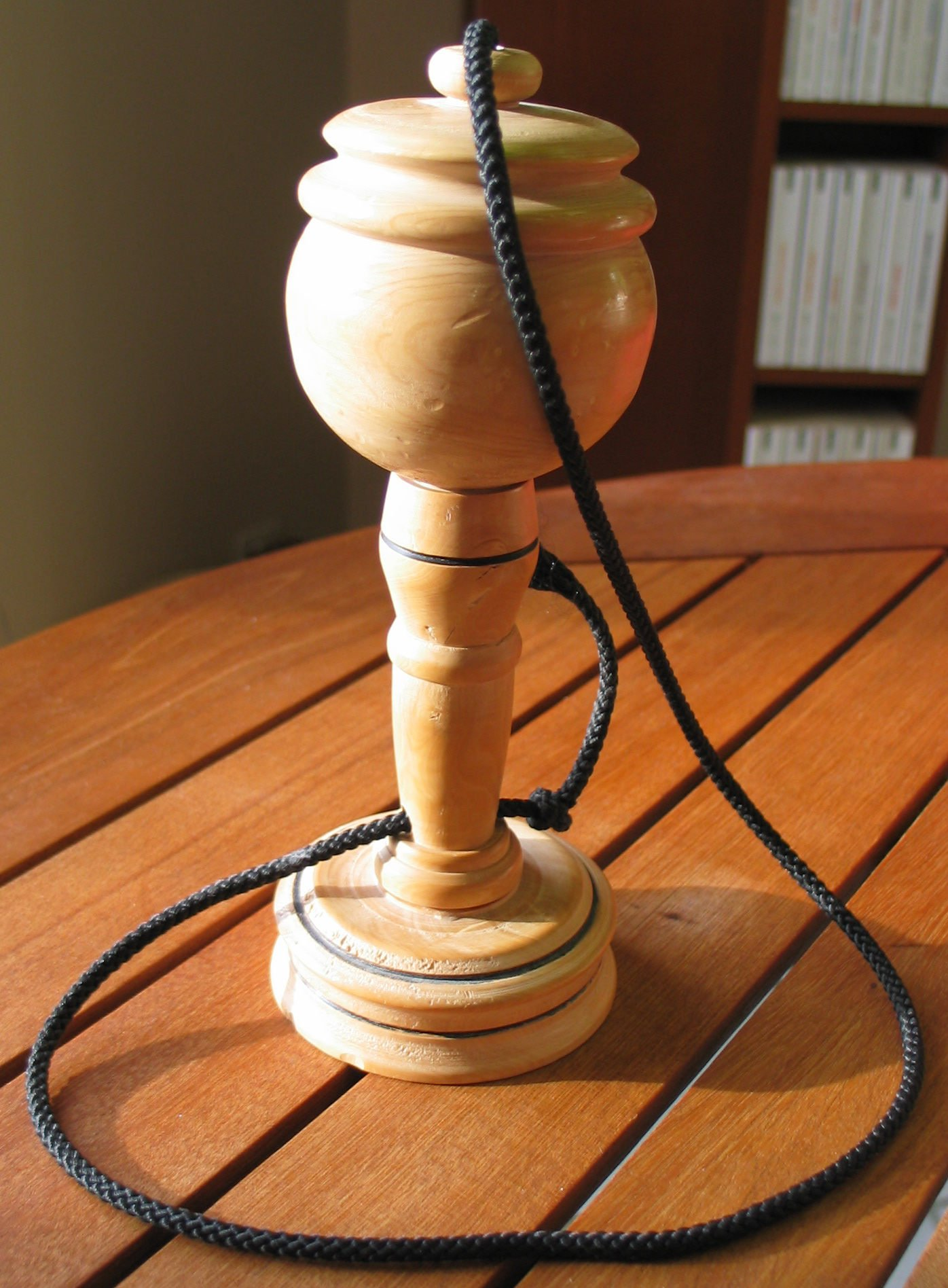
Bilboquet en buis.

Le bilboquet est un jeu d’adresse composé d’une tige souvent en bois reliée par une cordelette à une boule percée d’un ou de plusieurs trous d’un diamètre ajusté à la tige. Son nom français vient de Bil le Bocquet qui désigne la pointe d’un javelot. Il est présent dans de nombreuses cultures et époques sous différents noms et son origine est très ancienne.
Le jeu consiste par un mouvement d’adresse, en utilisant une seule main, à lancer la boule retenue par la ficelle de façon qu’elle retombe sur la tige et s'y enfile seule. Accessoirement, l’objet, qui peut être décoré, en bois précieux ou ivoire, est aussi un bibelot de vitrine.
C'est aussi l'autre nom donné aux travaux de ville des imprimeurs : cartes de visites, têtes de lettres, enveloppes, cet ensemble était nommé Bilboquet, terme désuet aujourd'hui.

## Historique

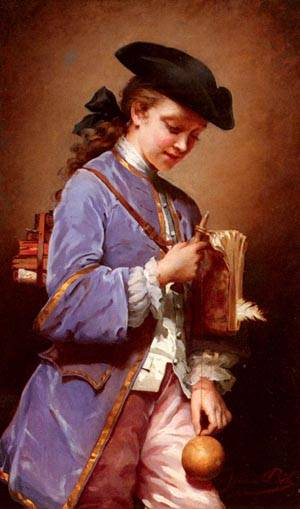
Jeanne Bôle, L'Enfant au Bilboquet, vers 1880.

L’origine du jeu de bilboquet est assez obscure. Certaines sources disent qu’il serait apparu pour la première fois en France, à la fin du XVIe siècle, mais les vêtements des plus anciennes gravures montrant des joueurs de bilboquet sont du XVIIe siècle.
Le mot a une étymologie contestée. Inventé en France, au XVIe siècle, on fait mention du mot bille boucquet, boucquet venant de bouquer (« encorner », comme le fait un bouc). On dit qu’il serait apparu pour la première fois en France, en 1534, l’année de la première venue de Jacques Cartier au Canada, et qu’il aurait été formé des mots « bille » (« petite boule », 1164, ou encore « bâtonnet », 1176) et « bouquet » (diminutif de « bouque », 1203, ou « boule ») mais on retrouve déjà, dans Chaucer (c.1340-1400) le mot bilbo, sorte de tiges servant à immobiliser les pieds de prisonniers, et Cervantès (1547-1616) affirme de son côté que les bilbos, épées à pointe et à boule, fabriquées à Bilbao (en Pays basque), auraient existé dès le XIe siècle.
Le roi de France Henri III lança la mode du bilboquet durant son règne (1574-1589). Il aimait beaucoup y jouer durant ses promenades entouré de ses mignons. C’est grâce à lui que le jeu du bilboquet est devenu à la mode.

## Le bilboquet dans le monde
- Le bilboquet japonais ou kendama : cette version de bilboquet contient trois « coupes » et un « pic ». C’est la version actuellement utilisée en compétition et le jeu est beaucoup plus difficile. Après avoir envoyé la balle sur le pic, on se doit de l’attraper dans chacune des coupes qui ont des diamètres différents.

- Le bilboquet mexicain ou balero : ce jeu constitue une tradition culturelle très ancienne au Mexique. La boule ressemble plutôt à un tonnelet ou à un cylindre. Le principe est le même que le bilboquet français.

- Le bilboquet salvadorien ou capirucho : La boule ressemble plutôt à une cloche. Le principe est le même que le bilboquet français.

- Le bilboquet colombien, ticayo ou coca : Récemment mis à la mode, ce jeu est similaire au bilboquet français sauf que la boule est de forme cylindrique. La matière employée est le plastique.

- Le bilboquet indien : dans ce bilboquet à forme originale, la boule est remplacée par un anneau, mais le principe reste le même.

- Le bilboquet suisse : dans ce bilboquet, le principe est inversé : le joueur tient la boule et tente, après avoir lancé la tige en l'air, de l'enfiler directement dans le trou de la boule.

## Le bilboquet, sport d’adresse
Comme dans les sports chorégraphiques, et les sports de glisse, une pratique artistique appelée « Freestyle » consiste en la réalisation de figures libres. La ficelle pourra être supprimée pour les joueurs les plus doués.

## Le bilboquet et la littérature
Lorsque Marivaux rédige Le Bilboquet en 1712, le jouet se composait d’une « bille de plomb » et d’une « coupelle » dans laquelle la bille devait tomber. Marivaux écrit une fable qui résume sa rancœur envers ce jeu qui le prive de moments agréables avec sa maîtresse qui s'adonne à ce jeu de façon addictive. La fable du Bilboquet de Marivaux donne à imaginer la fureur sociale provoquée par ce jeu à l’époque.